# Indankal, Chitapur
Indankal là một làng thuộc tehsil Chitapur, huyện Gulbarga, bang Karnataka, Ấn Độ.